# Аннікен Гуйтфельдт
Аннікен Скарнінг Гуйтфельдт (Anniken Scharning Huitfeldt; нар. 29 листопада 1969, Берум, Акерсгус) — норвезький політики. Міністр праці (2012—2013), міністр культури Норвегії (2009—2012), міністр у справах дітей та рівноправності (2008—2009), міністр закордонних справ Норвегії (2021—2023).

## Життєпис
Народилася 29 листопада 1969 року в комуні Берум у фюльці Акерсгус. У 1988 році закінчила гімназію в Есгеймі, у 1992 — Університет Осло, де вивчала політологію та історію, в 1992—1993 вивчала географію в Лондонській школі економіки, в 1996 отримала ступінь магістра з історії в Університеті Осло.
У 1988—1989 рр. — секретар молодіжної організації Робітничої партії у фюльке Акерсгус.
У 1996—2000 рр. — голова молодіжної організації Робітничої партії.
У 2000—2001 рр. — заступник голови Міжнародної спілки молодих соціалістів (IUSY).
У 2001—2005 рр. — член правління норвезького відділення організації Save the Children — Redd Barna.
У 2005—2008 рр. — перший заступник голови парламентського комітету у справах науки, освіти та церкви.
У 2013—2021 рр. — голова парламентського комітету із закордонних справ та оборони.
З 29 лютого 2008 року —  міністр у справах дітей та рівноправності Норвегії у першому уряді Єнса Столтенберга.
З 20 жовтня 2009 року — міністр культури та у справах церкви у другому уряді Єнса Столтенберга.
З 1 січня 2010 року — міністр культури Норвегії.
21 вересня 2012 призначена міністром праці. Уряд Єнса Столтенберга пішов у відставку 16 жовтня 2013 року.
У 2007—2019 рр. очолювала «жіноче крило» робітничої партії. З 2017 року — членкиня правління Партії європейських соціалістів.
З 2019 року очолює відділення Робітничої партії у фюльке Акерсгус. З 2019 року — членкиня правління Прогресивного альянсу.
14 жовтня 2021 року призначена міністром закордонних справ Норвегії в уряді Йонаса Гара Стере

## Нагороди
- Орден княгині Ольги III ст. (Україна, 30 грудня 2022) — за вагомий особистий внесок у зміцнення міждержавного співробітництва, підтримку державного суверенітету та територіальної цілісності України.[6]